# سردره (سقز)
قرية سردره (بالكردية: سەردەرە) هي إحدى القرى التابعة لـذو الفقار في ريف قسم سرشيو من مقاطعة سقز، في محافظة كردستان الإيرانية.

## السكان
حسب إحصاءات سنة 2006، بلغ إجمالي السكان في سردره 355 نسمة وعدد المساكن 68 مسكن. لغة سكان سردره هي اللغة الكردية و هم من أهل السنة والجماعة والمذهب الشافعي.